# Kobba Bent el Rey
 (février 2010).
La Kobba Bent el Rey est une construction souterraine d'époque romaine, anciennement dénommée Bain de Didon, située dans la ville de Carthage en Tunisie. Elle est située sur la colline de Bordj Djedid, dans l'enceinte du lycée de Carthage. 
Peu étudié en dépit d'un état de conservation remarquable, l'édifice l'a été toutefois entre 1978 et 1989 au cours de la campagne internationale dirigée par l'Unesco. 

## Histoire
La bâtisse a été datée des années 320-340. En dépit de l'absence de preuves formelles sur la destination du monument, le monument supposé d'usage résidentiel est celui qui est le mieux conservé sur le site de Carthage.

## Architecture
La construction est constituée d'une grande salle de sept mètres sur trois et de deux salles adjacentes de 3,20 mètres sur 2,75 réutilisant une ancienne citerne. 
Les voûtes sont particulièrement bien conservées et permettent l'étude du système des voûtes dites à tubulure de terre cuite et aussi de la voûte en trompes.